# United States Senate Committee on the Judiciary
Das United States Senate Committee on the Judiciary (deutsch Justizausschuss des Senats der Vereinigten Staaten) ist ein ständiger Ausschuss des Senats der Vereinigten Staaten.
Unter anderem führt er im Rahmen des parlamentarischen Bestätigungsverfahrens Anhörungen von Kandidaten für die Stelle von Bundesrichtern durch. So befragt er namentlich Kandidaten für Sitze am Obersten Gerichtshof, zuletzt die als Richterin nominierte Ketanji Brown Jackson.
Die Rolle des Justizausschusses bei Supreme-Court-Nominierungen ist in den letzten Jahren infolge der starken Politisierung des Obersten Gerichtshofes und des großen Medieninteresses deutlich prominenter geworden. Waren mündliche Befragungen der Nominierten früher eher unüblich und erfolgten Bestätigungsempfehlungen oft einstimmig, ist die Befragung von Richterkandidaten seit den 1990er Jahren zum langwierigen und dramatisch inszenierten Fernsehspektakel geworden. Dieses wiederum wird von den Ausschussmitgliedern oft weniger für die eigentliche Befragung des Nominierten verwendet, sondern dient vor allem – mit langen Vorträgen für die Fernsehkameras – zum Zweck der eigenen politischen Profilierung.

## Mitglieder im 119. Kongress
| Republikaner   | Republikaner          |
| Staat          | Name                  |
| -------------- | --------------------- |
| Iowa           | Chuck Grassley, Chair |
| South Carolina | Lindsey Graham        |
| Texas          | John Cornyn           |
| Utah           | Mike Lee              |
| Texas          | Ted Cruz              |
| Missouri       | Josh Hawley           |
| North Carolina | Thom Tillis           |
| Louisiana      | John Neely Kennedy    |
| Tennessee      | Marsha Blackburn      |
| Missouri       | Eric Schmitt          |
| Alabama        | Katie Britt           |
| Florida        | Ashley Moody          |

| Demokraten   |                             |
| Staat        | Name                        |
| Illinois     | Dick Durbin, Ranking Member |
| Rhode Island | Sheldon Whitehouse          |
| Minnesota    | Amy Klobuchar               |
| Delaware     | Chris Coons                 |
| Connecticut  | Richard Blumenthal          |
| Hawaii       | Brian Schatz                |
| New Jersey   | Cory Booker                 |
| Kalifornien  | Alex Padilla                |
| Vermont      | Peter Welch                 |
| Kalifornien  | Adam Schiff                 |

## Mitglieder im 118. Kongress

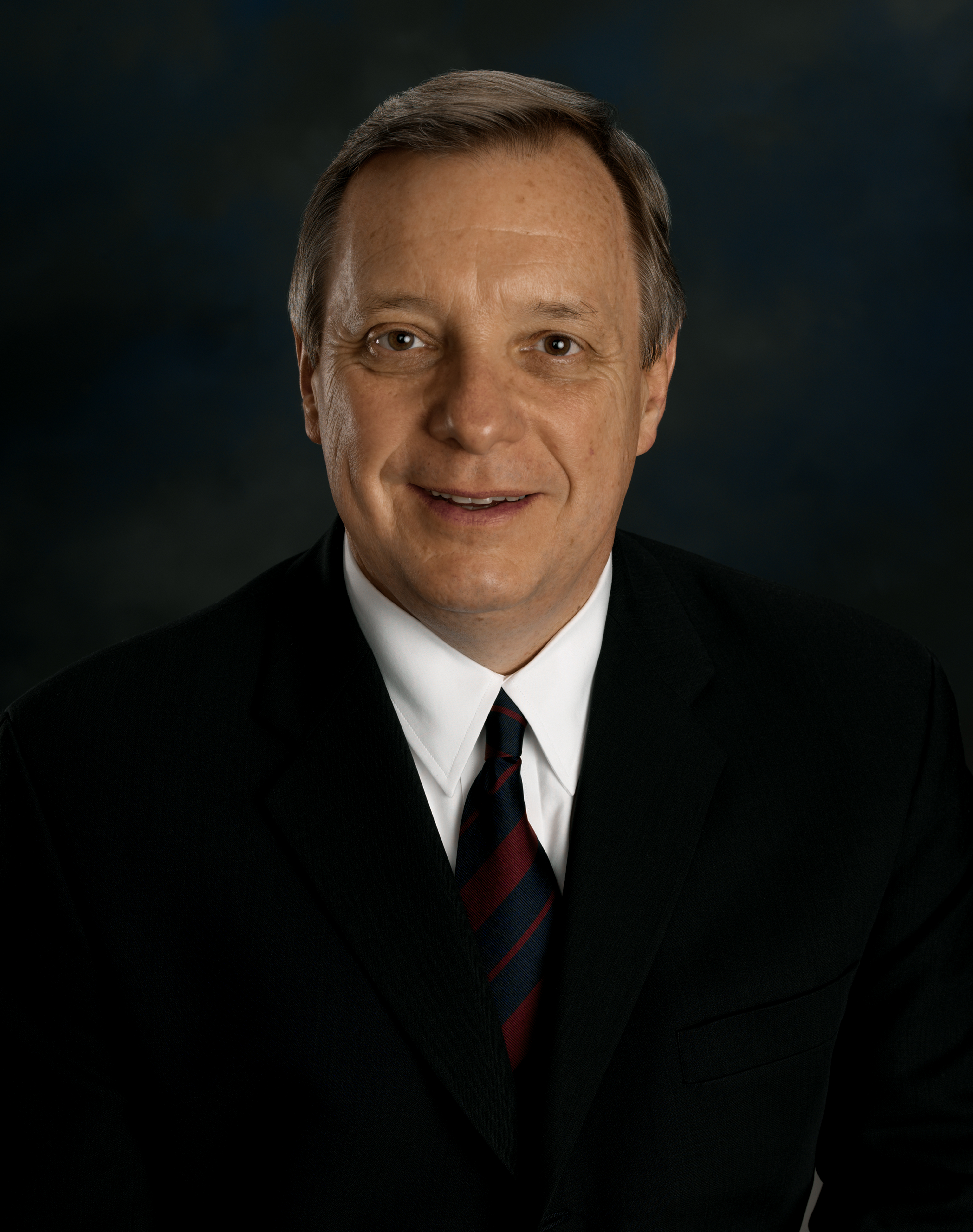
Dick Durbin, der derzeitige Ausschussvorsitzende

Seit dem 3. Februar 2021 ist der demokratische Senator Dick Durbin Vorsitzender des Ausschusses.
| Demokraten            | Demokraten   |
| Name                  | Staat        |
| --------------------- | ------------ |
| Dick Durbin, Chairman | Illinois     |
| Sheldon Whitehouse    | Rhode Island |
| Amy Klobuchar         | Minnesota    |
| Chris Coons           | Delaware     |
| Richard Blumenthal    | Connecticut  |
| Mazie Hirono          | Hawaii       |
| Cory Booker           | New Jersey   |
| Alex Padilla          | Kalifornien  |
| Jon Ossoff            | Georgia      |
| Peter Welch           | Vermont      |
| Laphonza Butler       | Kalifornien  |

| Republikaner                     | Republikaner   |
| Name                             | Staat          |
| -------------------------------- | -------------- |
| Chuck Grassley, (Ranking Member) | Iowa           |
| Lindsey Graham                   | South Carolina |
| John Cornyn                      | Texas          |
| Mike Lee                         | Utah           |
| Ted Cruz                         | Texas          |
| Josh Hawley                      | Missouri       |
| Tom Cotton                       | Arkansas       |
| John Kennedy                     | Louisiana      |
| Thom Tillis                      | North Carolina |
| Marsha Blackburn                 | Tennessee      |

## Vorsitzende des Justizausschusses
- Dudley Chase (DR-VT) 1816–1817
- John J. Crittenden (DR-KY) 1817–1818
- James Burrill (F-RI) 1818–1819
- William Smith (DR-SC) 1819–1823
- Martin Van Buren (DR/D-NY) 1823–1828
- John MacPherson Berrien (D-GA) 1828–1829
- John Rowan (D-KY) 1829–1831
- William L. Marcy (D-NY) 1831–1832
- William Wilkins (D-PA) 1832–1833
- John Middleton Clayton (W-DE) 1833–1836
- Felix Grundy (D-TN) 1836–1838
- Garret D. Wall (D-NJ) 1838–1841
- John MacPherson Berrien (W-GA) 1841–1845
- Chester Ashley (D-AR) 1845–1847
- Andrew Butler (D-SC) 1847–1857
- James A. Bayard Jr. (D-DE) 1857–1861
- Lyman Trumbull (R-IL) 1861–1872
- George F. Edmunds (R-VT) 1872–1879
- Allen G. Thurman (D-OH) 1879–1881
- George F. Edmunds (R-VT) 1881–1891
- George Frisbie Hoar (R-MA) 1891–1893
- James L. Pugh (D-AL) 1893–1895
- George F. Hoar (R-MA) 1895–1904
- Orville H. Platt (R-CT) 1904–1905
- Clarence Don Clark (R-WY) 1905–1912
- Charles Allen Culberson (D-TX) 1912–1919
- Knute Nelson (R-MN) 1919–1923
- Frank B. Brandegee (R-CT) 1923–1924
- Albert B. Cummins (R-IA) 1924–1926
- George W. Norris (R-NE) 1926–1933
- Henry F. Ashurst (D-AZ) 1933–1941
- Frederick Van Nuys (D-IN) 1941–1945
- Pat McCarran (D-NV) 1945–1947
- Alexander Wiley (R-WI) 1947–1949
- Pat McCarran (D-NV) 1949–1953
- William Langer (R-ND) 1953–1955
- Harley M. Kilgore (D-WV) 1955–1956
- James Eastland (D-MS) 1956–1978
- Edward Kennedy (D-MA) 1978–1981
- Strom Thurmond (R-SC) 1981–1987
- Joe Biden (D-DE) 1987–1995
- Orrin Hatch (R-UT) 1995–2001
- Patrick Leahy (D-VT) 2001
- Orrin Hatch (R-UT) 2001
- Patrick Leahy (D-VT) 2001–2003
- Orrin Hatch (R-UT) 2003–2005
- Arlen Specter (R-PA) 2005–2007
- Patrick Leahy (D-VT) 2007–2015
- Chuck Grassley (R-IA) 2015–2019
- Lindsey Graham (R-SC) 2019–2021
- Dick Durbin (D-IL) 2021–2025
- Chuck Grassley (R-IA) seit 2025